# Termésezüst
A termésezüst a terméselemek ásványosztály, fémek alosztályon belül az aranycsoport szabályos kristályrendszerben megjelenő tagja. Összetétele szerint tiszta ezüst. Megjelenésére az ágas-bogas (dendrides), a páfrányszerűen elágazó és fonalas, köteges alak jellemző, torzultan kockaszerű kristályos előfordulása ritka. Szabad levegőn a levegőben lévő kén-hidrogén hatására szulfidbevonat képződik a felületén, mely feketésre színezi. Gyakran jelenik meg más terméselem társaságában. Ha termésarannyal 20%-ot meghaladó arányban keveredik, elegyásványként elektrumnak nevezik, ami elkülönült ásvány.

## Elnevezése
Latin elnevezése az argentum a szanszkrit argunas (fénylő) szóra vezethető vissza. A több nyelven átvett nativ silver angol elnevezést norvég eredetűnek tartják.

## Keletkezése
Másodlagosan képződik ezüsttartalmú ércesedések oxidációs zónájában, ritkán hidrotermásan képződve is megtalálható.

## Előfordulásai
Képződéséből adódóan a nagy ezüstérc-előfordulásokban gyakran található termésezüst.
A legnagyobb termésezüst példányokat Norvégiában, Kongsberg bányájában találták, méretük méteres nagyságrendű. Nagy leletek fordultak elő ezen kívül Szlovákiában, Selmecbányán (Banská Stiavnica) és Németországban, Freiberg ércbányáiban. A legnagyobb előfordulások Peru, Mexikó területén, az Amerikai Egyesült Államok több szövetségi államában és Kanada területén találhatók más fémércesedésekkel együtt.
Hasonló ásvány: antimonit.

### Hazai előfordulások
Recsk, Rudabánya, Gyöngyösoroszi és Telkibánya ércesedéseiben a bányák működésekor több esetben találtak termésezüstöt. Telkibányán a kutatófúrások alapján kimutatták a telérek nagyobb mélységeiben az ezüst feldúsulását.

## Felhasználása
Jó hő- és elektromos vezetőképességű, fényvisszaverő képessége igen magas, könnyen megmunkálható mechanikai szilárdsága az aranynál kedvezőbb. 
Korai felhasználása elterjedt volt már az ókori kultúrákban is ékszerek, dísztárgyak, edények, fegyverek (vértezetek) készítésénél. 
Jelenkori felhasználása a fotokémiai iparban, ékszerészetben, elektronikai iparágakban, a gyógyszeriparban, műszeriparban és katalizátorként a vegyiparban más ezüstércekből kinyert fémmel egyenértékű. 

## Kísérő ásványok
Gyakori kísérő ásványai: termésarany, termésréz, galenit, barit, sziderit, pirargirit és a kvarc.